# Juan Amat
Pour les articles homonymes, voir Amat.
Juan Amat, né le 10 juillet 1946 à Terrassa et mort dans la même ville le 11 mai 2022, est un joueur de hockey sur gazon espagnol.

## Carrière
Avec l'équipe d'Espagne, Juan Arbós est septième des Jeux olympiques d'été de 1972 à Munich, sixième des Jeux olympiques d'été de 1976 à Montréal, médaillé d'argent des Jeux olympiques d'été de 1980 à Moscou.